# Poplar Grove, Illinois
Poplar Grove är en ort (village) i Boone County, i delstaten Illinois, USA. Enligt United States Census Bureau har orten en folkmängd på 5 041 invånare (2011) och en landarea på 20,8 km².